# Natació sincronitzada al Campionat del Món de natació de 2013 – Rutina de solo lliure
La prova de solo lliure es va celebrar la preliminar 22 de juliol i la final el 24 de juliol de 2013 al Palau Sant Jordi.

## Resultats
Verd: Classificats per la final
| Posició | Nedadores                  | País            | Preliminar | Preliminar | Final  | Final   |
| Posició | Nedadores                  | País            | Punts      | Posició    | Punts  | Posició |
| ------- | -------------------------- | --------------- | ---------- | ---------- | ------ | ------- |
| 1       | Svetlana Romaxina          | Rússia          | 96.930     | 1          | 97.430 | 1       |
| 2       | Huang Xuechen              | R.P. de la Xina | 95.280     | 2          | 95.720 | 2       |
| 3       | Ona Carbonell              | Espanya         | 94.260     | 3          | 94.290 | 3       |
| 4       | Lolita Ananasova           | Ucraïna         | 91.990     | 4          | 92.740 | 4       |
| 5       | Yukiko Inui                | Japó            | 91.570     | 5          | 91.600 | 5       |
| 6       | Chloe Isaac                | Canadà          | 90.700     | 6          | 89.940 | 6       |
| 7       | Despoina Solomou           | Grècia          | 89.680     | 7          | 88.800 | 7       |
| 8       | Jenna Randall              | Regne Unit      | 87.970     | 9          | 87.590 | 8       |
| 8       | Linda Cerruti              | Itàlia          | 88.580     | 8          | 87.590 | 8       |
| 10      | Ri Ju-Hyang                | Corea del Nord  | 84.600     | 11         | 84.910 | 10      |
| 11      | Estel-Anaïs Hubaud         | França          | 84.960     | 10         | 84.080 | 11      |
| 12      | Soňa Bernardová            | Txèquia         | 84.410     | 12         | 83.690 | 12      |
| 13      | Rebecca Kay Moody          | Estats Units    | 84.040     | 13         | 22     | 13      |
| 14      | Pamela Fischer             | Suïssa          | 82.840     | 14         | 21     | 14      |
| 15      | Nuria Diosdado             | Mèxic           | 82.820     | 15         | 20     | 15      |
| 16      | Margot de Graaf            | Països Baixos   | 82.510     | 16         | 19     | 16      |
| 17      | Nadine Brandl              | Àustria         | 82.040     | 17         | 18     | 17      |
| 18      | Kyra Felßner               | Alemanya        | 80.060     | 18         | 17     | 18      |
| 19      | Etel Sanchéz               | Argentina       | 78.460     | 19         | 16     | 19      |
| 20      | Reem Abdalazem             | Egipte          | 77.950     | 20         | 15     | 20      |
| 21      | Jana Labáthová             | Eslovàquia      | 77.520     | 21         | 14     | 21      |
| 22      | Malin Gerdin               | Suècia          | 76.790     | 22         | 13     | 22      |
| 23      | Kalina Yordanova           | Bulgària        | 76.490     | 23         | 12     | 23      |
| 24      | Jennifer Cerquera Hatiusca | Colòmbia        | 76.370     | 24         | 11     | 24      |
| 25      | Gu Se-Ul                   | Corea del Sud   | 75.830     | 25         | 10     | 25      |
| 26      | Greisy Gomez               | Veneçuela       | 74.100     | 26         | 9      | 26      |
| 27      | Ana Cekić                  | Sèrbia          | 72.370     | 27         | 8      | 27      |
| 28      | Kirstin Anderson           | Nova Zelanda    | 71.650     | 28         | 7      | 28      |
| 29      | Violeta Mitinian           | Costa Rica      | 70.160     | 29         | 6      | 29      |
| 30      | Au Ieong Sin Ieng          | Macau           | 67.480     | 30         | 5      | 30      |
| 31      | Carmen Alfonso Rodriguez   | Cuba            | 65.260     | 31         | 4      | 31      |
| 32      | Samara Pattiasina          | Indonèsia       | 65.010     | 32         | 3      | 32      |
| 33      | Emma Manners-Wood          | Sud-àfrica      | 61.140     | 33         | 2      | 33      |
| 34      | Dhitaya Tanabunsombat      | Tailàndia       | 54.960     | 34         | 1      | 34      |